# カントリー・ライフ
『カントリー・ライフ』（Country Life）は、ロキシー・ミュージックが1974年に発表した通算4作目のアルバム。
「『ローリング・ストーン』誌が2003年に選出したオールタイム・グレイテスト・アルバム500」で387位にランク・イン。

## 解説
本作では、『フォー・ユア・プレジャー』（1973年）以降のアルバムの制作に協力してきたレコーディング・エンジニアのジョン・パンターが、共同プロデューサーとしてもクレジットされている。
前作『ストランデッド』に続いて、アンディ・マッケイとフィル・マンザネラがブライアン・フェリーの共作者に記載され、ジョン・ガスタフソンがサポート・ベーシストとして参加した。
2人の女性がシースルーの下着だけを身につけたジャケットが物議を醸し、アメリカでは袋入りで販売、スペインでは胸部から下を削除、カナダでは彼女達を削除して背景だけを残す、といった措置が取られた。彼女達はフェリーとマッケイの共作「ビター・スウィート」の歌詞の一部をドイツ語に翻訳した。
イギリスのアルバム・チャートで首位に立った前作には及ばなかったものの、最高位3位を記録。また彼等のアルバムとしては初めて、アメリカのアルバムチャートでトップ40入りを果たした。「オール・アイ・ウォント・イズ・ユー」はシングル・カットされ、イギリスのシングル・チャートで12位。「カサノヴァ」はフェリーのソロ・アルバム『レッツ・スティック・トゥゲザー』（1976年）に異なる編曲の録音が収録された。

## 収録曲
特記なき楽曲はブライアン・フェリー作。
1. 「ザ・スリル・オブ・イット・オール」 - "The Thrill of It All" - 6:24
2. 「スリー・アンド・ナイン」 - "Three and Nine" (フェリー、アンディ・マッケイ) - 4:04
3. 「オール・アイ・ウォント・イズ・ユー」 - "All I Want Is You" - 2:53
4. 「アウト・オブ・ザ・ブルー」 - "Out of the Blue"  (フェリー、フィル・マンザネラ) - 4:46
5. 「イフ・イット・テイクス・オール・ナイト」 - "If It Takes All Night" - 3:12
6. 「ビター・スウィート」 - "Bitter-Sweet"  (フェリー、マッケイ) – 4:50
7. 「トリプティック (聖なる3枚の絵)」 - "Triptych" - 3:09
8. 「カサノヴァ」 - "Casanova" - 3:27
9. 「ア・リアリー・グッド・タイム」 - "A Really Good Time" - 3:45
10. 「プレイリー・ローズ」 - "Prairie Rose" (フェリー、マンザネラ) - 5:12

## パーソネル
ロキシー・ミュージック
- ブライアン・フェリー – ボーカル、キーボード、ハーモニカ
- ジョン・ガスタフソン[注釈 6] – ベース
- エディ・ジョブソン[注釈 7] – ヴァイオリン、シンセサイザー、キーボード
- アンディ・マッケイ[注釈 8] – オーボエ、サクソフォーン
- フィル・マンザネラ – ギター
- ポール・トンプソン – ドラム

スタッフ
- ジョン・パンター – レコーディング・エンジニア
- ロンドン・AIRスタジオにて1974年に録音